# 袁齊媯
袁齊媯（405年—440年9月8日），南朝宋文帝劉義隆的皇后，父袁湛，母王氏。生太子劉劭以及東陽獻公主劉英娥。

## 生平
她是袁湛庶出的女兒，母親王氏地位卑賤，因此一直到五六歲的時候，才得到撫養。
起初，袁齊媯被選為宜都王妃。景平元年（424年），丈夫劉義隆登基，改元元嘉。元嘉元年（424年）九月丙子，立袁齊媯為皇后。同年，袁齊媯生下劉義隆的长子劉劭。袁齊媯仔細端詳劉劭後，派人告訴劉義隆說：「這孩子長相異常，以後必定破國亡家，不能把他養大。」遂要殺兒子。劉義隆得知後，狼狽的趕到皇后殿外，才停止她的舉動。
劉義隆對待袁齊媯，相當有禮數。因為袁齊媯的娘家貧窮，便常請求劉義隆拿錢資助，但劉義隆生性節儉，給的錢也只是三萬五萬而已。後來潘淑妃很得劉義隆寵愛，常自稱只要請求皇上，沒有什麼得不到的。袁齊媯聽說這事，不知真假，便假借潘淑妃的名義向劉義隆要求三十萬回家，沒想到才一晚上劉義隆就將錢撥下來了。為此袁齊媯感到相當怨恨，假託自己身體不適的名義，不再與劉義隆見面。劉義隆每次要來見她，她就迴避到別處；劉義隆屢次伺機想要見她，也見不到她的面。連潘淑妃兒子始興王劉濬與其他庶子要來探望她，她都不見。最後袁齊媯終於怨恨成疾，病危之際，劉義隆前來，哭著執起她的手，並且問她有什麼遺言要交代的。袁齊媯只是看著劉義隆，一句話也沒說，過了許久，便用被子把頭蒙起來，再也不想看他。
元嘉十七年七月壬子（440年9月8日），袁齊媯在顯陽殿去世，时年虚岁三十六。袁齊媯安葬于长宁陵。其坟墓又称袁后陵、宋文帝袁后陵，今已不存。当代研究者认为，是以长宁陵陵园内异处筑坟的方式安葬:41。
袁齊媯死後，劉義隆相當哀痛，命顏延之作一篇哀策，文字相當華麗，劉義隆並以「撫存悼亡，感今懷昔」八字致意。有司單位建議給她諡號「宣」，後來劉義隆親自定其諡號為「元」，故稱其為「文元皇后」。
在她死後來留下一則逸話，說是常有顯靈之事。劉義隆還有一位側室沈容姬，曾經因為一些小過失被責罵，使劉義隆氣得想要處死她。宮中的徽音殿為皇后正殿，自從袁齊媯逝世後就關閉起來。沈容姬來到徽音殿前哭喊：「今天我沒有罪而要被處死，如果先后在天有靈，應當知道這件事！」結果徽音殿裡每個窗戶竟然都應聲而開。侍從隨即將此事稟報劉義隆，劉義隆驚訝的前往去看，認為是皇后顯靈，遂饒過沈容姬的罪。
大明五年（461年），劉駿下令追贈袁齊媯之母王氏為豫章郡新淦縣平樂鄉君，並且派人灑掃其墓園。

## 延伸阅读
[在维基数据编辑]
 《南史·卷11》，出自李延壽《南史》